# Dan Gay
Dan Gay (Tallahassee, 20 luglio 1961) è un ex cestista e allenatore di pallacanestro statunitense naturalizzato italiano.
È alto 207 cm e pesa 109 kg. In campo ricopriva il ruolo di centro.

## Carriera

### Club

Dan Gay al tiro in maglia Fortitudo

La sua carriera inizia con la University of Southwestern Louisiana; nel 1983, dopo essere stato selezionato dai Washington Bullets al quarto giro del Draft NBA (80ª scelta assoluta), sbarca nei Paesi Bassi per restarvi un solo anno. Nel 1984, l'agente Dario Santrolli lo segnala ad Attilio Pasquetti, team manager della Sebastiani, facendolo così arrivare in Italia insieme a Joe Bryant, giocando per la Rieti per una sola stagione; dopo questa stagione milita nelle squadre di Cantù negli anni 1985-1988, Treviso dal 1988 al 1991, Pistoia dal 1991 al 1993 e Fortitudo Bologna dal 1993 al 2000.
Dopo 13 anni, è tornato a Cantù all'inizio della stagione 2000-01 fino alla regular season 2005-06.
Nella sua così longeva carriera cestistica, Dan Gay ha conquistato uno Scudetto, una Coppa Italia e due Supercoppe italiane.
Sposato con Carla Eva, dall'ottobre 2006 ricopre la carica di ambasciatore del settore giovanile della Fortitudo Bologna, dove gioca suo figlio Louis nato nel 1992. Dopo un breve periodo di inattività è rientrato sul parquet vestendo nuovamente la maglia della squadra fortitudina.
Dopo la cessione della Fortitudo da Michele Martinelli a Gilberto Sacrati, il 27 marzo 2007 è stato nominato allenatore della formazione fortitudina.
Dal 4 luglio 2007 è il nuovo Team Manager della Scavolini Pesaro, firmando un contratto biennale.
Nel novembre 2008 torna a giocare con il Loreto Pesaro nella serie D marchigiana. Nel 2009 viene nominato Team Manager della Nazionale Italiana.
Ad ottobre 2009 viene tesserato dalla società Libertas Ghepard, militante nella serie D emiliano-romagnola, con la quale il 5 giugno dell'anno seguente ottiene la vittoria del campionato e la promozione in serie C2 regionale. Fino al 2012 continua a vestire la maglia della Libertas Ghepard in serie minori e infine nel Bologna Basket in promozione.

### Nazionale
Acquisisce la cittadinanza italiana per matrimonio e dopo parecchio tempo riesce a diventare convocabile per la Nazionale Italiana, con cui esordisce a 35 anni nel 1996 e disputa l'Eurobasket 1997, dove gli azzurri perdono la finale.

## Statistiche

### Club
| Stagione        | Squadra           | Competizione    | Partite | Partite | Partite | Statistiche tiro | Statistiche tiro | Statistiche tiro | Altre statistiche | Altre statistiche | Altre statistiche | Altre statistiche | Altre statistiche |
| Stagione        | Squadra           | Competizione    | Pres.   | Titol.  | Minuti  | Tiri da 2        | Tiri da 3        | Liberi           | Rimb.             | Assist            | Rubate            | Stopp.            | Punti             |
| --------------- | ----------------- | --------------- | ------- | ------- | ------- | ---------------- | ---------------- | ---------------- | ----------------- | ----------------- | ----------------- | ----------------- | ----------------- |
| 1984-1985       | AMG Seb. Rieti    | Serie A2        | 30      | ??      | 1175    | 244/380          | 0/0              | 97/126           | 466               | 21                | 66                | 31                | 585               |
| 1985-1986       | Pall. Cantù       | Serie A1        | ??      | ??      | 1444    | 277/438          | 0/0              | 163/208          | 463               | 10                | 87                | 59                | 717               |
| 1986-1987       | Pall. Cantù       | Serie A1        | ??      | ??      | 1242    | 217/347          | 0/0              | 118/143          | 483               | 6                 | 79                | 70                | 552               |
| 1987-1988       | Pall. Cantù       | Serie A1        | 35      | 35      | 1295    | 240/385          | 0/1              | 115/154          | 458               | 16                | 79                | 49                | 595               |
| 1988-1989       | Pall. Treviso     | Serie A1        | 30      | 29      | 1072    | 207/334          | 0/0              | 110/146          | 352               | 13                | 70                | 41                | 524               |
| 1989-1990       | Pall. Treviso     | Serie A1        | 38      | 37      | 1325    | 236/368          | 0/0              | 130/165          | 419               | 15                | 79                | 45                | 602               |
| 1990-1991       | Pall. Treviso     | Serie A1        | 36      | 36      | 1363    | 245/375          | 0/2              | 93/128           | 420               | 18                | 52                | 42                | 583               |
| 1991-1992       | Olimpia Pistoia   | Serie A1        | 40      | 40      | 1524    | 248/397          | 0/0              | 179/214          | 530               | 25                | 78                | 60                | 675               |
| 1992-1993       | Olimpia Pistoia   | Serie A1        | 34      | 34      | 1310    | 229/375          | 0/1              | 209/245          | 395               | 31                | 81                | 35                | 667               |
| 1993-1994       | Fortitudo Bologna | Serie A1        | 36      | 36      | 1226    | 192/306          | 0/0              | 123/153          | 388               | 30                | 88                | 33                | 507               |
| 1994-1995       | Fortitudo Bologna | Serie A1        | 37      | 36      | 1288    | 160/250          | 0/0              | 128/148          | 423               | 34                | 84                | 47                | 448               |
| 1995-1996       | Fortitudo Bologna | Serie A1        | 39      | 38      | 1337    | 161/256          | 0/1              | 132/154          | 391               | 12                | 73                | 23                | 454               |
| 1996-1997       | Fortitudo Bologna | Serie A1        | 33      | 18      | 821     | 55/108           | 0/0              | 43/58            | 218               | 7                 | 27                | 15                | 153               |
| sett.-dic. 1997 | Olimpia Pistoia   | Serie A1        | 13      | 13      | 434     | 57/86            | 0/1              | 23/32            | 86                | 5                 | 26                | 7                 | 137               |
| gen-giu. 1998   | Fortitudo Bologna | Serie A1        | 16      | 0       | 229     | 15/23            | 0/0              | 3/7              | 51                | 2                 | 10                | 2                 | 33                |
| 1998-1999       | Fortitudo Bologna | Serie A1        | 23      | 12      | 428     | 33/42            | 0/0              | 23/32            | 98                | 1                 | 21                | 1                 | 89                |
| 1999-2000       | Fortitudo Bologna | Serie A1        | 30      | 3       | 298     | 14/21            | 0/0              | 13/16            | 64                | 2                 | 5                 | 2                 | 41                |
| 2000-2001       | Pall. Cantù       | Serie A1        | 32      | 2       | 578     | 49/76            | 0/0              | 38/51            | 146               | 3                 | 27                | 9                 | 136               |
| 2001-2002       | Pall. Cantù       | Serie A         | 27      | 0       | 247     | 25/37            | 0/1              | 7/11             | 45                | 4                 | 5                 | 2                 | 57                |
| 2002-2003       | Pall. Cantù       | Serie A         | 23      | 0       | 146     | 6/11             | 1/1              | 8/12             | 23                | 1                 | 8                 | 0                 | 23                |
| 2003-2004       | Pall. Cantù       | Serie A         | 22      | 1       | 142     | 8/17             | 0/0              | 8/10             | 24                | 1                 | 4                 | 0                 | 24                |
| 2004-2005       | Pall. Cantù       | Serie A         | 17      | 4       | 108     | 7/13             | 0/0              | 1/1              | 19                | 1                 | 0                 | 0                 | 15                |
| 2005-2006       | Pall. Cantù       | Serie A         | 13      | 0       | 70      | 5/7              | 0/0              | 0/2              | 3                 | 1                 | 1                 | 0                 | 10                |
| 2006-2007       | Fortitudo Bologna | Serie A         | 6       | 0       | 17      | 1/2              | 0/0              | 1/2              | 5                 | 0                 | 0                 | 0                 | 3                 |
| 2007-2008       | V.L. Pesaro       | Serie A         | 2       | 0       | 4       | 0/0              | 0/0              | 0/0              | 0                 | 0                 | 0                 | 0                 | 0                 |
| Totale carriera | Totale carriera   | Totale carriera | 684     | 374     | 19 123  | 2 931/4 654      | 1/8              | 1 764/2 216      | 5970              | 259               | 1050              | 573               | 7630              |

### Nazionale
| Cronologia completa delle presenze e dei punti in Nazionale - Italia | Cronologia completa delle presenze e dei punti in Nazionale - Italia | Cronologia completa delle presenze e dei punti in Nazionale - Italia | Cronologia completa delle presenze e dei punti in Nazionale - Italia | Cronologia completa delle presenze e dei punti in Nazionale - Italia | Cronologia completa delle presenze e dei punti in Nazionale - Italia | Cronologia completa delle presenze e dei punti in Nazionale - Italia | Cronologia completa delle presenze e dei punti in Nazionale - Italia |
| Data                                                                 | Città                                                                | In casa                                                              | Risultato                                                            | Ospiti                                                               | Competizione                                                         | Punti                                                                | Note                                                                 |
| -------------------------------------------------------------------- | -------------------------------------------------------------------- | -------------------------------------------------------------------- | -------------------------------------------------------------------- | -------------------------------------------------------------------- | -------------------------------------------------------------------- | -------------------------------------------------------------------- | -------------------------------------------------------------------- |
| 30/10/1996                                                           | Lubiana                                                              | Slovenia                                                             | 72 - 55                                                              | Italia                                                               | Qual. Euro 1997                                                      | 8                                                                    |                                                                      |
| 22/02/1997                                                           | Firenze                                                              | World Stars                                                          | 131 - 127                                                            | Italia                                                               | All Star Game                                                        | 11                                                                   |                                                                      |
| 26/02/1997                                                           | Skopje                                                               | Macedonia del Nord                                                   | 84 - 105                                                             | Italia                                                               | Qual. Euro 1997                                                      | 10                                                                   |                                                                      |
| 01/07/1997                                                           | Treviso                                                              | Italia                                                               | 83 - 76                                                              | Russia                                                               | Amichevole                                                           | 2                                                                    |                                                                      |
| 08/06/1997                                                           | Berlino                                                              | Turchia                                                              | 63 - 70                                                              | Italia                                                               | Torneo amichevole                                                    | 6                                                                    |                                                                      |
| 12/06/1997                                                           | Atene                                                                | Francia                                                              | 56 - 71                                                              | Italia                                                               | Torneo Acropolis 1997                                                | 2                                                                    |                                                                      |
| 13/06/1997                                                           | Atene                                                                | Germania                                                             | 56 - 69                                                              | Italia                                                               | Torneo Acropolis 1997                                                | 6                                                                    |                                                                      |
| 14/06/1997                                                           | Atene                                                                | Grecia                                                               | 77 - 84                                                              | Italia                                                               | Torneo Acropolis 1997                                                | 11                                                                   |                                                                      |
| 18/06/1997                                                           | Jesi                                                                 | Italia                                                               | 90 - 75                                                              | Slovenia                                                             | Amichevole                                                           | 5                                                                    |                                                                      |
| 25/06/1997                                                           | Badalona                                                             | Lettonia                                                             | 75 - 85                                                              | Italia                                                               | EuroBasket 1997 - 1ª fase a gironi                                   | 4                                                                    |                                                                      |
| 26/06/1997                                                           | Badalona                                                             | Jugoslavia                                                           | 69 - 74                                                              | Italia                                                               | EuroBasket 1997 - 1ª fase a gironi                                   | 2                                                                    |                                                                      |
| 27/06/1997                                                           | Badalona                                                             | Polonia                                                              | 65 - 80                                                              | Italia                                                               | EuroBasket 1997 - 1ª fase a gironi                                   | 3                                                                    |                                                                      |
| 29/06/1997                                                           | Badalona                                                             | Italia                                                               | 63 - 60                                                              | Spagna                                                               | EuroBasket 1997 - 2ª fase a gironi                                   | 2                                                                    |                                                                      |
| 30/06/1997                                                           | Badalona                                                             | Germania                                                             | 62 - 67                                                              | Italia                                                               | EuroBasket 1997 - 2ª fase a gironi                                   | 0                                                                    |                                                                      |
| 01/07/1997                                                           | Badalona                                                             | Croazia                                                              | 68 - 74                                                              | Italia                                                               | EuroBasket 1997 - 2ª fase a gironi                                   | 0                                                                    |                                                                      |
| 04/07/1997                                                           | Barcellona                                                           | Turchia                                                              | 43 - 66                                                              | Italia                                                               | EuroBasket 1997 - Quarti                                             | 5                                                                    |                                                                      |
| 05/07/1997                                                           | Barcellona                                                           | Russia                                                               | 65 - 67                                                              | Italia                                                               | EuroBasket 1997 - Semifinali                                         | 0                                                                    |                                                                      |
| 06/07/1997                                                           | Barcellona                                                           | Jugoslavia                                                           | 61 - 49                                                              | Italia                                                               | EuroBasket 1997 - Finale                                             | 0                                                                    |                                                                      |
| Totale                                                               |                                                                      | Presenze                                                             | 18                                                                   |                                                                      | Punti                                                                | 77                                                                   |                                                                      |

## Palmarès

### Squadra
- Campionato italiano: 1

Fortitudo Bologna: 1999-2000
- Coppa Italia: 1

Fortitudo Bologna: 1998
- Supercoppa italiana: 2

Fortitudo Bologna: 1998
Pall. Cantù: 2003

#### Nazionale
- Argento FIBA EuroBasket

Spagna 1997

## Record personali
- Maggior numero di punti in una partita di campionato: 44 (Olimpia Pistoia 107-94 Pallacanestro Treviso, 29 dicembre 1992)
- Maggior numero di punti in una partita in nazionale: 11 (2 volte)